# Lilia Pogolșa
Lilia Pogolșa (n. 1 aprilie 1963) este o profesoară din Republica Moldova, doctor în științe istorice și doctor habilitat în pedagogie. A ocupat funcția de ministră a Educației, Culturii și Cercetării din 9 noiembrie 2020 până în 6 august 2021. Anterior a condus, începând cu anul 2008, Institutul de Științe ale Educației.

## Studii
Potrivit propriului său CV, Lilia Pogolșa a absolvit școala medie din Onești, Strășeni în 1978 și următorii trei ani a învățat la Tehnicumul de economie și planificare din Bender, la specialitatea Contabilitate. A studiat apoi istorie și științe sociale la Institutul Pedagogic „Ion Creangă” din Chișinău. În 1993-1998 a făcut doctoratul în Rusia, la Universitatea de Stat din Sankt Petersburg, obținând diplomă de doctor în științe istorice.

## Carieră
Pe parcursul a doi ani, în 1986-1988, Pogolșa a fost profesoară de istorie la Școala medie nr. 52 din Chișinău. Ulterior, până în 1993, a fost lector universitar la instituția pe care a absolvit-o, Institutul Pedagogic „Ion Creangă”. După obținerea doctoratului, în 1998, a revenit în poziția de lector superior și a lucrat aici până în 2002.
În 2002-2003, a fost viceministru al educației în primul guvern Tarlev. Conform Lilianei Nicolaescu-Onofrei, aflându-se în această funcție Pogolșa pleda pentru redenumirea manualelor școlare de limba și literatura română, astfel încât ele să fie intitulate „limba moldovenească” conform Constituției Republicii Moldova.
În 2003-2008, a fost conferențiar universitar la Universitatea Pedagogică, Catedra Etnologie și Istoria Culturii.
În 2008, Pogolșa a devenit directoarea Institutului de Științe ale Educației. A ocupat această funcție până în noiembrie 2020, cu o scurtă pauză în mai–noiembrie 2017 când a fost viceministru al educației în Guvernul Pavel Filip și a plecat din proprie inițiativă. În 2017 a fost vizată într-un caz penal deschis de Procuratura Anticorupție, ea fiind acuzată de îmbogățire ilicită. Investigațiile vizau un imobil din Rusia. Cazul a trenat și a fost clasat în august 2020.
La 9 noiembrie 2020, Pogolșa a fost numită ministră a Educației, Culturii și Cercetării, înlocuindu-l în această funcție pe democratul Igor Șarov. De la 23 decembrie 2020, când Guvernul Ion Chicu și-a dat demisia, Pogolșa este ministră în exercițiu, până la numirea unui nou cabinet.
Conform profilului RISE Moldova, Lilia Pogolșa deține o cotă de 50% în compania Evencom V.L. SRL.